# Mark Ordesky
Mark Lowell Ordesky (né le 22 avril 1963 à Sacramento), est un producteur américain. Il est surtout connu pour la production exécutive de la trilogie Le Seigneur des anneaux réalisée par Peter Jackson.

## Biographie
En 1985, Ordesky est diplômé de l'école USC Annenberg School for Communication and Journalism avec un diplôme en journalisme dans la presse écrite. Il a été rédacteur en chef du journal de l'université, The Daily Trojan, et un membre de la Chi Phi Fraternity qui le récompense en 2008.
Mark soutient l'Anti-Defamation League en tant que membre du Conseil régional et président de la commission de l'industrie du divertissement. Il est également membre de l'American Cinematheque et de l'Academy of Motion Pictures Arts and Sciences.

## Carrière
Pendant 20 ans à New Line Cinema, Mark Ordesky a produit plus de 60 films. Il reçoit en 2003 la l'Oscar du Meilleur Film pour le film Le Seigneur des anneaux : Le Retour du roi.
Mark Lowell Ordesky est resté pendant cinq ans en tant que président de Fine Line Features.
En 2009, Ordesky a lancé sa propre entreprise, Amber Entertainment, avec ses partenaires Ileen Maisel, Jane Fleming, et Lawrence Elman.
En 2012, il participe au projet du film Bilbo le Hobbit. Il est en outre le producteur de la 1re partie avec Peter Jackson et Frances Walsh (la 2e partie étant prévue pour 2013).

### Filmographie, comme producteur exécutif
- 1991 – Critters 3
- 1991 – Critters 4
- 1993 – Sunset Grill
- 1994 – Hidden 2
- 1996 – Mother Night
- 1998 – Pecker
- 1998 – Pour l'amour de Roseanna
- 2000 – Séquences et Conséquences
- 2001 à 2003 – Trilogie Le Seigneur des anneaux
- 2002 – For Mature Audiences Only
- 2002 – Ripley s'amuse
- 2003 – Amour interdit
- 2004 – A Dirty Shame
- 2004 – Birth
- 2005 – Le Nouveau Monde
- 2006 – Massacre à la tronçonneuse : Le Commencement
- 2007 – À la croisée des mondes : La Boussole d'or
- 2008 – Cœur d'encre
- 2012 à 2013 – Bilbo le Hobbit